# Christina Scherwin
Christina Scherwin (ur. 11 lipca 1976 w Viborg) – duńska lekkoatletka, która specjalizowała się w rzucie oszczepem.
Dwukrotna uczestniczka igrzysk olimpijskich: Ateny 2004 oraz Pekin 2008 (oba występy zakończyła na eliminacjach). Wicemistrzyni uniwersjady z 2003 roku. Reprezentantka Danii w mistrzostwach świata, mistrzostwach Europy oraz Pucharze Europy. Wielokrotna medalistka mistrzostw kraju. Rekord życiowy: 64,83 (9 września 2009, Stuttgart). Rezultat ten jest aktualnym rekordem Danii. Scherwin jest także byłą rekordzistką kraju w pchnięciu kulą (15,24 - 2006).

## Osiągnięcia
| Rok  | Impreza                        | Miejsce          | Lokata            | Wynik |
| ---- | ------------------------------ | ---------------- | ----------------- | ----- |
| 1993 | Mistrzostwa Europy juniorów    | San Sebastián    | 6. miejsce        | 53,48 |
| 2002 | Mistrzostwa Europy             | Monachium        | el. - 10. miejsce | 50,51 |
| 2003 | II liga pucharu Europy         | Århus            | 1. miejsce        | 55,63 |
| 2003 | Uniwersjada                    | Taegu            | 2. miejsce        | 56,08 |
| 2004 | Igrzyska olimpijskie           | Ateny            | el. - 29. miejsce | 56,86 |
| 2005 | Mistrzostwa świata             | Helsinki         | 4. miejsce        | 63,43 |
| 2005 | Światowy finał lekkoatletyczny | Monako           | 6. miejsce        | 60,19 |
| 2006 | II liga pucharu Europy         | Bańska Bystrzyca | 1. miejsce        | 61,04 |
| 2006 | Mistrzostwa Europy             | Göteborg         | 5. miejsce        | 61,81 |
| 2006 | Światowy finał lekkoatletyczny | Stuttgart        | 3. miejsce        | 64,83 |
| 2008 | Igrzyska olimpijskie           | Pekin            | el. - 44. miejsce | 53,95 |